# Museo d'arte moderna, dell'informazione e della fotografia
Il museo d'arte moderna, dell'informazione e della fotografia - MUSINF è un museo di Senigallia (AN).

## Storia e descrizione
La struttura è situata in una palazzina vicino al teatro La Fenice, fondato nel 1981 dal Comune dietro consiglio del critico Carlo Emanuele Bugatti e con il benestare degli artisti Virgilio Guidi, Umberto Mastroianni e Orfeo Tamburi.
Il museo, a cui svariati artisti hanno regalato le loro opere, documenta la storia del rapporto tra la parola e immagine nell'informazione, fino alle forme più recenti della copy art, della poesia visiva, degli ex libris e della mail art, posizionandosi tra i principali centri italiani di documentazione dell'arte contemporanea, dell'incisione e della fotografia.

## Collezione

### Fotografia
La sezione dedicata alla fotografia contiene oltre 1.700 immagini donate da più di 50 artisti. Particolare attenzione è stata data all'Associazione Fotografica Misa (a cui aderirono fotografi come Ferruccio Ferroni e Piergiorgio Branzi), nata a Senigallia per merito di Giuseppe Cavalli, e alle 250 foto di Mario Giacomelli risalenti fino agli anni cinquanta.

### Copy art
La raccolta comprende 350 xerografia, 11 volumi e altro materiale proveniente dal Xeros-Art di Milano, esposto anche nel 1988 alla fiera di Ancona, esposto col titolo di Electroworks e in cui esponevano alcuni tra gli artisti più importanti della copy art internazionale come Julien Blaine, Guglielmo Achille Cavellini, Emilio Morandi, Bruno Munari, Clemente Padin, Pierre Restany, Daniele Sasson.

### Poesia visiva
Le origini dell'archivio dedicato a questa branca dell'Avanguardia si devono agli artisti Eugenio Miccini e Mirella Bentivoglio, che per primi donarono alcune delle loro opere. In poco tempo circa altri 200 personaggi (anche stranieri) del settore fecero altrettanto, compreso l'Italian Institute della New York University, e le amministrazioni comunali di La Spezia e Ravenna chiesero in prestito del materiale per esporlo nelle loro città, imitate presto dal museo statale della letteratura di Mosca.
Tra gli autori presenti, ci sono anche Jean-Francois Bory, Antonio Bueno, Ugo Carrega, Klaus Groh, Stelio Maria Martini, Magdalo Mussio, Sarenco, Elisabetta Gut, Julien Blaine, Lamberto Pignotti, Luciano Caruso e Adriano Spatola.

### Ex libris
L'area dedicata agli ex libris fu aperta negli ultimi mesi del 1986 per accogliere vaste raccolte di autori risalenti fino al secondo dopoguerra, con continue aggiunte nel corso del tempo fino ad arrivare ad esporre opere di 50 artisti italiani e 130 stranieri per un totale di 6.300 ex libris.

### Mail art
La zona riservata alla mail art contiene le opere di due progetti: il Noti de' Nobili (sviluppato dal comune di Ripe e Im-migrazione (della mediateca delle Marche), entrambi formati con l'aiuto di numerosi artisti.